# Från slott till slott
Från slott till slott (franska: D'un château l'autre) är en roman från 1957 av den franske författaren Louis-Ferdinand Céline. Den skildrar Célines tid i exil i Sigmaringen i södra Tyskland tillsammans med Vichyregimen i slutskedet av andra världskriget. Från slott till slott är den första delen i en trilogi om dessa erfarenheter; den följdes av Nord från 1960 och Rigodon, som gavs ut postumt 1969. Boken gavs ut på svenska 2012 i översättning av Hans Johansson.

## Mottagande
Camilla Nilsson recenserade boken i Norrköpings Tidningar när den gavs ut på svenska 2012, och skrev att den "har slående likheter med dagens storsäljargenre autofiktionen - det vill säga romaner där författaren friskt blandar verklighet och fiktion och gärna placerar sig själv i berättelsen. Man vet inte vad man ska tro på av det Céline häver ur sig, men det han berättar kommer i form av minnen, framfrästa förbannelser och bittra loskor mot allt och alla. Det hindrar emellertid inte humorn från att lätta upp stämningen i små glimtar, både i form av dråpliga anekdoter och språkliga knorrar." Nilsson fortsatte: "Det är sällan man möter en så rakt igenom energisk text som den i Från slott till slott. ... Den nonchalanta ortografin i Från slott till slott förstärker Célines förakt inför personer och företeelser. Översättaren Hans Johansson har tolkat detta briljant."